# Erica quadrifida
Erica quadrifida är en ljungväxtart som först beskrevs av George Bentham, och fick sitt nu gällande namn av E.G.H. Oliver. Erica quadrifida ingår i släktet klockljungssläktet, och familjen ljungväxter. Inga underarter finns listade i Catalogue of Life.